# Пальчиков, Владимир Иосифович
Владимир Иосифович Пальчиков или Владимир Пальчиков (Элистинский) (18 марта 1936, Целина, Целинский район, Ростовская область, РСФСР — 20 марта 2019, Москва) — советский и российский поэт, переводчик, член Союза журналистов СССР, известен в русской поэзии как основатель палиндромической сонетики.

## Биография
Владимир Пальчиков родился в 1936 году в посёлке Целина Ростовской области в семье советского служащего. После окончания средней школы, работал разнорабочим на Ростсельмаше. На заводе участвовал в литературном кружке, которым руководил редактор заводской многотиражки поэт Даниил Долинский.
После окончания Ростовского государственного университета Владимир Пальчиков в 1960 году переехал в Элисту, где он проживал до 1973 года. В Элисте он работал редактором в Калмыцком книжном издательстве.
В 1963 году вступил в Союз журналистов СССР. С 1971 года — член Союза писателей СССР.
Скончался 20 марта 2019 года в г. Москва, после тяжелой болезни.

## Творчество
Первое стихотворение Владимир Пальчиков напечатал в газете «Комсомолец» ростовского отделения ВЛКСМ. Печатал свои стихотворения в газете «Вечерний Ростов», журнале «Подъём». С 1960 года он публиковал свои стихотворения в калмыцкой периодике «Советская Калмыкия» и «Теегин герл».
Будучи в Элисте, Владимир Пальчиков переводил на русский язык стихотворения калмыцких поэтов Санджи Каляева, Хасыра Сян-Белгина, Алексея Балакаева.
Владимир Пальчиков известен своими палиндромическими поэтическими опытами, которые впервые были опубликованы в 1990 году в сборнике «Свод сонетов».

## Сочинения
- «О купавы торк», М., 1999 г.